# 大理石村ロックハート城

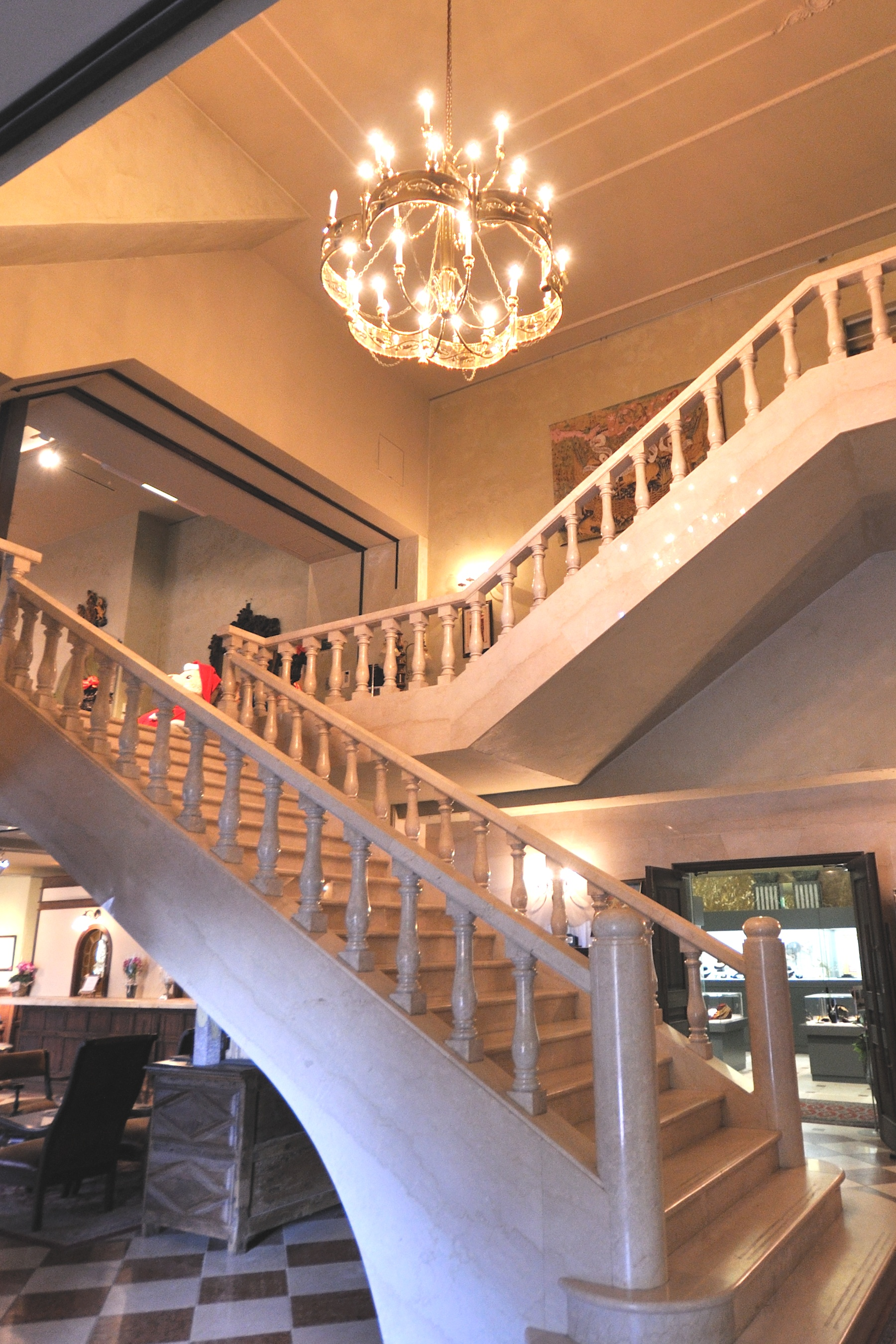
ロックハート城内部のシャンデリアと階段

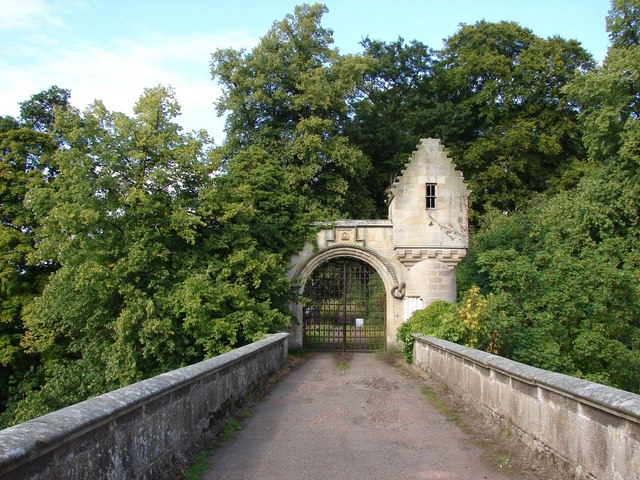
クライド川に架かる橋。かつてロックハート城が建っていた場所へと通じている（イギリス・スコットランド）。

大理石村ロックハート城（だいりせきむらロックハートじょう）は、日本の群馬県吾妻郡高山村にある石のテーマパーク。イギリスのスコットランドにあったロックハート城（1829年完成）を日本に移築復元して整備した施設である。

## 概要
群馬県沼田市の石材会社である株式会社サンポウが運営する石のテーマパークであり、日本ロマンチック街道・国道145号線沿いに立地する約10万m2の敷地内には、移築されたロックハート城や石造りの教会などが中世ヨーロッパの街並みを再現しており、NPO法人の地域活性化支援センターによる恋人の聖地の選定を受けている。
ロックハート城は、1829年にイギリスで建設され、1987年から1993年まで6年かけて日本へ移築された城館である。ヨーロッパの城館を移築・復元したのは、日本で初めての試みである（詳細は「#ロックハート城」を参照）。
首都圏内にあり、中世ヨーロッパの町並みが再現されていることから、ドラマのロケ地やライブ会場などとしても利用されている（詳細は「#ロケやイベントでの利用」を参照）。

## ロックハート城
ロックハート城は、1829年に英国のウィリアム・ロックハート伯爵がスコットランド、サウス・ラナークシャーのカールークに建設した、約3,200トンの砂岩からなる地上3階、地下1階のカントリー・ハウス（北緯55度43分19.66秒 西経003度53分28.31秒 / 北緯55.7221278度 西経3.8911972度）である。英国における名称はミルトン・ロックハート・ハウス（Milton Lockhart House）であったが、日本ではロックハート城と呼ばれており、ロックハートのスペルは Lockhart から Lockheart に変更されている。
1987年に俳優の津川雅彦が、北海道広尾郡広尾町に計画していたレジャーランド「夢の王国サンタ愛ランド」の中核施設とすべく、私費でロックハート城を購入した。1988年4月から7ヶ月をかけて建物を解体し、重量約600トン、個数にして約4,000個の石となったロックハート城は、30個の海上コンテナに詰め込まれた。このうち130.5トンの石が入った8個のコンテナは、シベリア鉄道を経由して日本へ運び込まれ、残りのコンテナは貨物船で直接イギリスから日本へ輸送された。
1988年12月13日、鉄道で輸送され港で船に乗せ替えられた8個のコンテナが、苫小牧港を経て十勝港で初陸揚げされた。津川ら関係者と町民の合わせて約200人が岸壁に集まり、アドバルーンや五段雷の花火で石を歓迎し、コンテナはトラックで町営牧場へ運び込まれたものの、資金計画を巡って対立した町側から、レジャーランド計画の受け入れを拒否されたため、ロックハート城は宙に浮いてしまう。
1992年、総合石材業を営む沼田市の株式会社サンポウが、宙に浮いていたロックハート城を買い取り、同社が高山村に建設していたテーマパーク「大理石村」内で復元を実施した。15億円の費用と延べ15,000人の人員を投じて行われた復元は、1993年4月6日に完了して、高さが塔部で20mになり、幅31.3m、奥行き22.3mで、建築面積1,361m2の建物が復元された。
なお津川は、ロックハート城の名誉城主に就任しており、津川が長年かけて収集した1,100体以上のサンタクロースが、城内の「世界のサンタミュージアム」で年間を通して公開されている。

## ロケやイベントでの利用

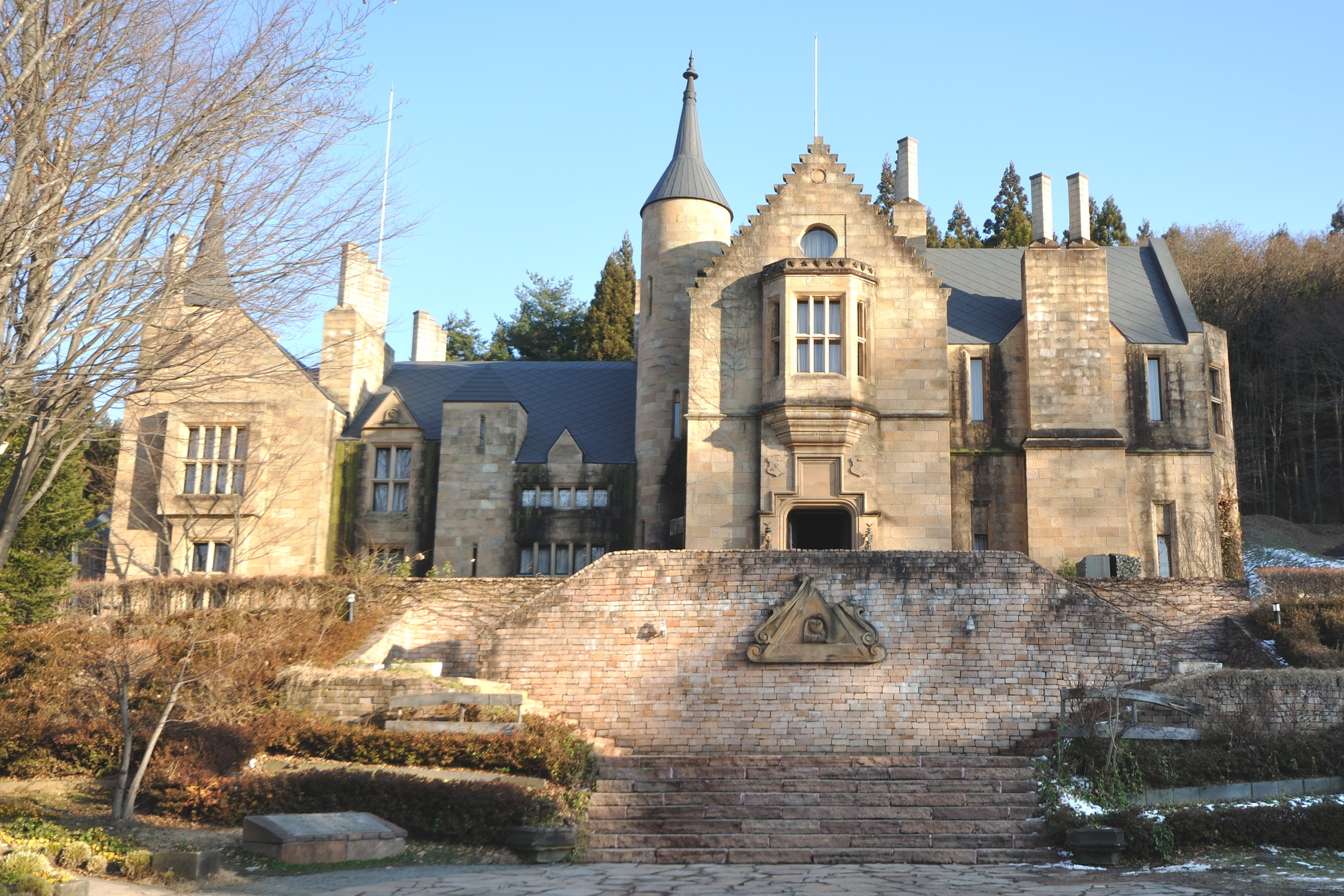
ロックハート城（画像上）と、GIRL NEXT DOORのライブでステージが設置された場所（右下）

中世ヨーロッパの町並みを再現した大理石村は、結婚式会場やライブ会場、ドラマのロケ地などとして利用されている。
ロケ地としては、首都圏に近いヨーロッパの古城がある観光施設として口コミで広まり、ドラマやバラエティー番組、ミュージック・ビデオなどで利用されている。大理石村で撮影が行われ、2005年10月12日にテレビ朝日系列で放送された『相棒』 Season 4 第1話「閣下の城」においては、ロックハート城を買収して英国から日本へ運んだ津川雅彦が、自ら出演している。
ライブ会場としては、2009年6月8日に音楽ユニットのGIRL NEXT DOORが、イリュージョンを交えながら新曲である「Infinity」を披露する発売記念ライブを行っており、また「Infinity」を主題歌としているドラマ『アタシんちの男子』は、大理石村でロケを行った。

### 登場作品
テレビドラマ（ロケ地など）
- 忍者戦隊カクレンジャー（テレビ朝日系）
  - 第45話
- 爆竜戦隊アバレンジャー（テレビ朝日系）
  - 第37話
- 魔法戦隊マジレンジャー（テレビ朝日系）
  - エンディングダンス
- 海賊戦隊ゴーカイジャー（テレビ朝日系）
  - 第41話
- 騎士竜戦隊リュウソウジャー（テレビ朝日系）
  - 第48話（最終回）
- 仮面ライダーカブト（テレビ朝日系）
  - 第19話以降
- 仮面ライダーエグゼイド（テレビ朝日系）
  - 第2話
- 仮面ライダージオウ（テレビ朝日系）
  - 第41話～第43話
- 相棒（テレビ朝日系）
  - Season4 第1話「閣下の城」 - 長門裕之・津川雅彦兄弟が共演したという事で話題になった。
  - Season5 第17話「女王の宮殿」
  - Season20 第2話「復活〜死者の反撃」、第3話「復活〜最終決戦」
- アタシんちの男子（フジテレビ系）
- 怪物くん（日本テレビ系）
- 金田一少年の事件簿（堂本版） 第7-8話「蝋人形城殺人事件」（日本テレビ系）
- セカンド・ラブ 第7話（テレビ朝日系）
- 0号室の客（フジテレビ系）
- 富豪刑事デラックス（テレビ朝日系）
- ヤマトナデシコ七変化（TBS系）
- 有閑倶楽部（日本テレビ系）
- 三毛猫ホームズの推理（日本テレビ系）
- ウルトラマンガイア 第42話「我夢VS我夢」（TBS系）
- 匿名探偵 第7話（テレビ朝日系）

アニメーション
- アイドルマスター シャイニーカラーズ 第2話「ウタという炎」[12]
- ヤマノススメ サードシーズン 第5話「思い出を写そう！」[13]
- こみっくがーるず 第10話「みちるばっかり愛されてずるい」[13]

映画（ロケ地）
- 翔んで埼玉[14]（2019年）
- 映画 おかあさんといっしょ すりかえかめんをつかまえろ!(2020年)

ミュージック・ビデオ（ロケ地）
- i☆Ris - PV「イチズ」
- access - PV「Doubt & Trust 〜ダウト&トラスト〜」
- 天宮理緒 -PV「Empty World」
- AKB48 - PV「Waiting room」
- A.B.C-Z - PV「Never My Love」
- EXILE - PV「New Jack Swing」
- 関ジャニ∞ - PV「Dye D?」
- Psycho le Cému - PV「聖〜excalibur〜剣」(インディーズ)、PV「道の空」(メジャー)
- 榊原ゆい - PV「BLOODY TUNE」
- 野川さくら - PV「Party Play」
- 小山慶一郎 - PV「ロメオ2015」
- 氷川きよし - PV 「ときめきのルンバ」
- Berryz工房 - PV 「ああ、夜が明ける」
- Buono! - PV「MY BOY」
- Versailles - PV「Aristocrats Symphony」
- 三森すずこ - PV「ユニバーページ」
- 小倉唯 - PV「Future Strike」
- 宮野真守 - PV「EGOISTIC」
- ももいろクローバーZ - ライブ「ももいろクリスマス2012 さいたまスーパーアリーナ大会」オープニングビデオ
- 渡辺麻友(AKB48) - PV 「シンクロときめき」
- CHEMISTRY + Synergy - PV 「Keep Your Love」
- A応P - PV ｢まぼろしウインク｣
- わーすた - PV ｢くらえ!必殺!!ねこパンチ★ ~私達、戦うにゃこたん【レベル5】~｣
- 虹のコンキスタドール - PV 「僕らのターン」

その他
- クロノス（フジテレビ） - 2007年6月4日・11日、9月17日、9月24日放送。
- ジャンプ!○○中（フジテレビ） - 2007年11月21日放送。
- 大!天才てれびくん（NHK教育） - 2013年9月2日 - 5日放送。
- ピラメキーノG（テレビ東京） - 2011年3月4日放送。

## 主な施設
- ロックハート城

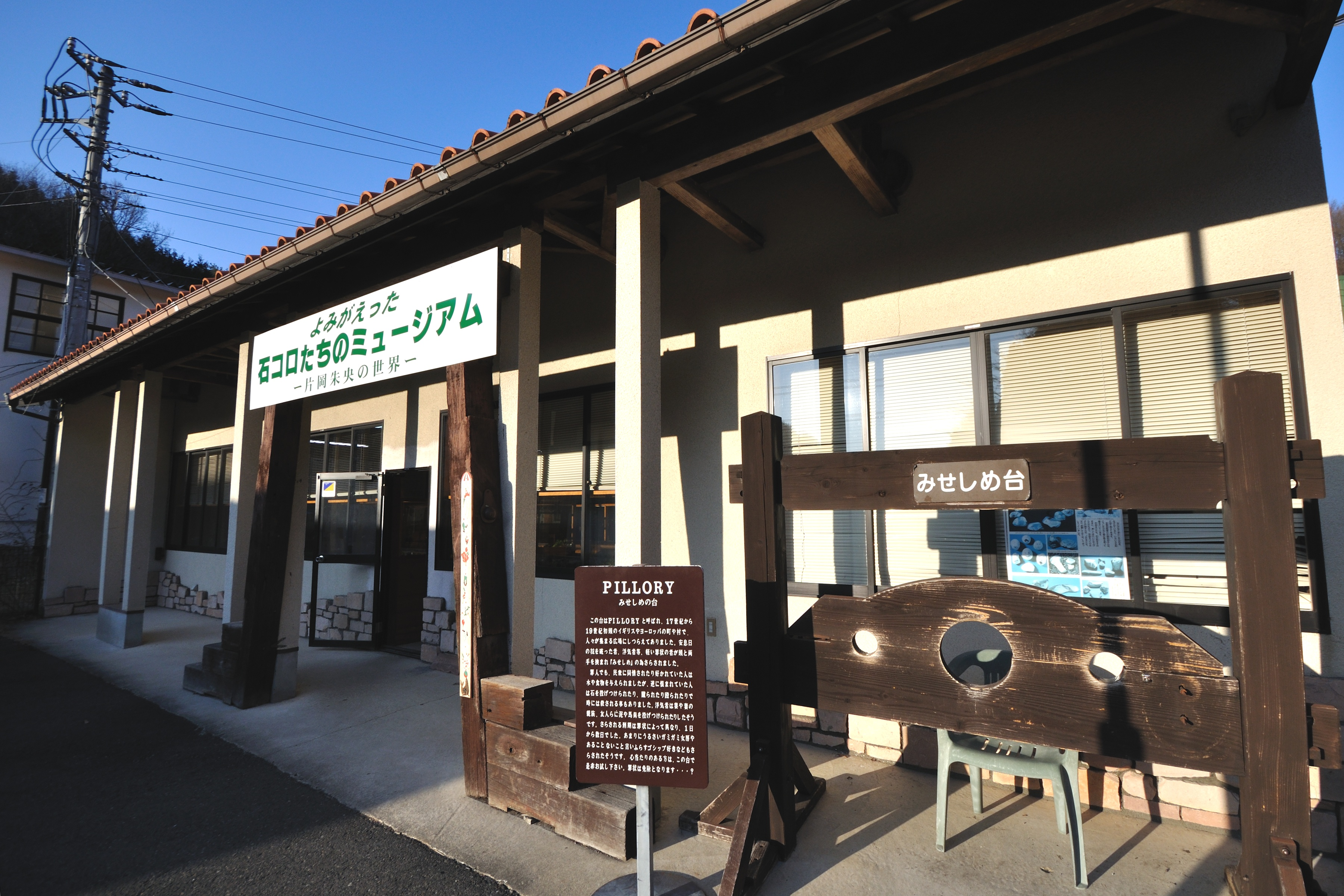
よみがえった石コロ達のミュージアム

  - 世界のサンタミュージアム - 世界中から集めたサンタが1,100体以上いる。
  - 世界の城ライブラリー - 城に関する書籍を1,000冊収めた「お城の図書館」。
  - テディーの家 - 海外より収集した200体のテディーベア・コレクションルーム。
  - ジュエリーコレクション
  - ギャラリーショップ
- よみがえった石コロ達のミュージアム
- ストーンアカデミー
- 恋人の泉
- スプリングベル
- セント・ローレンス教会
- ストーンショップ
- ハートバザール
- サインギャラリー

## 利用情報

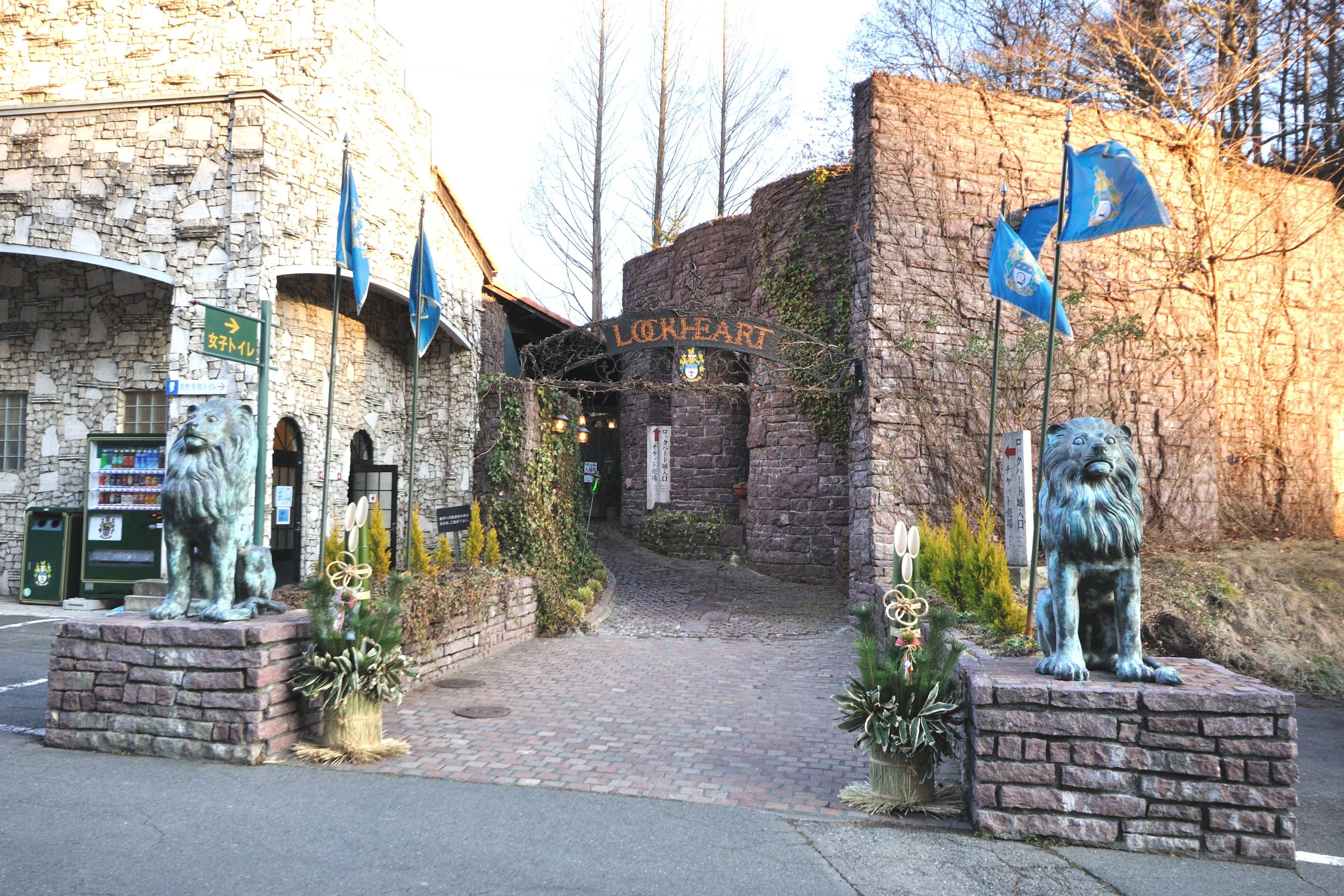
大理石村ロックハート城の入口

営業時間
9時〜17時（入場：16時30分まで）
※冬季営業　10時～16時（入場：15時30分まで）
※毎年1月の3週目にメンテナンス休業あり
入場料金
大人 1,300円、中高生 1,100円、小人（4歳〜小学生） 600円
※障がい者（本人と付き添い1名）大人 600円　小人 300  ※団体割引10名以上100円引き